# Aequorea
Aequorea Péron & Lesueur, 1809 è un genere di idrozoi della famiglia Aequoreidae.

## Specie
- Aequorea aequorea
- Aequorea africana
- Aequorea albida A. Agassiz, 1862
- Aequorea australis Uchida, 1947
- Aequorea cyanea
- Aequorea ciliata
- Aequorea coerulescens (Brandt, 1838)
- Aequorea conica Browne, 1905
- Aequorea eurhodina
- Aequorea floridana (L. Agassiz, 1862)
- Aequorea forskalea Péron & Lesueur, 1810
- Aequorea globosa Eschscholtz, 1829
- Aequorea krampi
- Aequorea macrodactyla (Brandt, 1835)
- Aequorea minima
- Aequorea papillata
- Aequorea paracuminata (Rees, 1938)
- Aequorea parva Browne, 1905
- Aequorea pensilis (Eschscholtz, 1829)
- Aequorea phillipensis
- Aequorea tenuis (A. Agassiz, 1862)
- Aequorea victoria (Murbach & Shearer, 1902)
- Aequorea vitrina Gosse, 1853

## Caratteristiche
Dalle specie del genere Aequorea si estrae l'aequorina, una proteina bioluminescente che consente a queste meduse di emettere lampi di luce in risposta a stimoli pressori.